# Fjuk
För andra betydelser, se Fjuk (olika betydelser).
Fjuk är en ögrupp bestående av tre öar – Jällen, Mellön och Skallen – i norra Vättern, väster om Motala. Enslingen på Fjuk (Eric Zetterblad) bodde på Fjuk i över femtio år (1884–1966).